# Zbigniew Oleśnicki
Zbigniew Oleśnicki   (Sandomierz, 5 de desembre de 1389 - Sandomierz, 1 d'abril de 1455) fou un cardenal i bisbe polonès.

## Biografia
Membre d'una família noble polonesa, era fill de Jan Oleśnicki, jutge a Cracòvia i castlà de Vílnius, i de Dobrochna Rożnowa dels comtes de Gryf.
Va cursar els seus estudis inicials a la col·legiata de Sandomierz i, a partir de 1406, a l'acadèmia de Cracòvia.
El 9 de juliol de 1423 va ser nomenat bisbe de Cracòvia. En ser només un sotsdiaca, va haver de rebre les ordres sagrades posteriors en pocs dies: el 18 de desembre de 1423 va rebre el sacerdoci i l'endemà va ser consagrat bisbe a la catedral de Cracòvia per Jan Rzeszowski, arquebisbe de Lviv.
Va tenir un paper polític important en la història de Polònia i a la cort reial, i la seva influència en els afers polonesos va ser la segona només per darrere de la del rei. Va ser de facto regent de Polònia després de la mort de Ladislau III (del 1444 al 1447).
Va ser nomenat cardenal prevere pel papa Eugeni IV al consistori del 18 de desembre de 1439 i va rebre el títol cardenalici de Santa Prisca el 8 de gener de 1440, mantenint la seu de Cracòvia fins a la seva mort.
Va morir a Sandomierz l'1 d'abril de 1455 i va ser enterrat a la catedral de Cracòvia.